# Isabel Durant

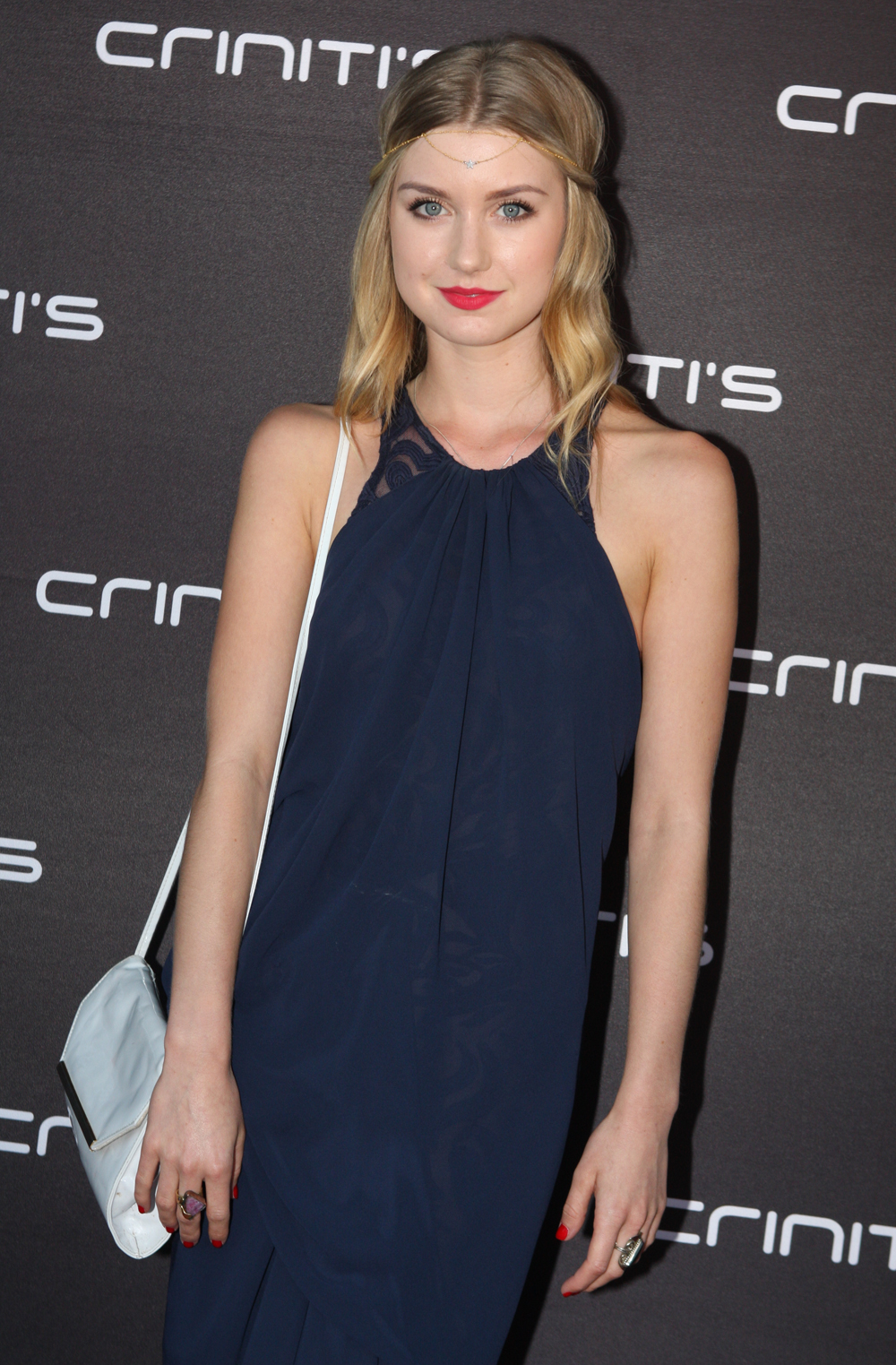
Isabel Durant 2013

Isabel Durant (* 21. Dezember 1991) ist eine australische Schauspielerin und Tänzerin.

## Leben und Karriere
Isabel Durant begann im Alter von drei Jahren mit dem Tanzen und besuchte die Loretto-Kirribilli-Schule. Mit 14 Jahren beschloss sie, neben dem Tanzen auch mit der Schauspielerei zu beginnen. Nachdem sie im Jahre 2010 die High School abgeschlossen hatte, nahm sie an der dritten Staffel der australischen Castingshow So You Think You Can Dance teil und belegte dort den 14. Platz. Zuvor war sie bereits in einer Tanzrolle in dem Spielfilm Razzle Dazzle: A Journey into Dance zu sehen.
Durch die Castingshow wurde sie in Australien einem größeren Publikum bekannt und erhielt im darauffolgenden Jahr ihre erste Schauspielrolle. In der Jugendserie Dance Academy – Tanz deinen Traum! verkörperte sie in der zweiten und dritten Staffel die Hauptrolle Grace Whitney. Diese Rolle machte sie international bekannt. Im Jahr 2013 hatte sie neben ihren Schauspielkollegen aus Dance Academy, Tom Green, Dena Kaplan, Tim Pocock und Jordan Rodrigues, eine Nebenrolle als Deanna in der NBC-Fernsehserie Camp inne. Im selben Jahr übernahm sie eine Gastrolle in Reef Doctors.
2014 und 2015 spielte sie die Hauptrolle der Ondina in der zweiten bzw. dritten Staffel der australischen Jugendserie Mako – Einfach Meerjungfrau.

## Filmografie
- 2007: Razzle Dazzle: A Journey into Dance
- 2008: Die Zauberer vom Waverly Place (Wizards of Waverly Place, Fernsehserie, Folge 1x15)
- 2012: Alien Boy (Kurzfilm)
- 2012–2013: Dance Academy – Tanz deinen Traum! (Dance Academy, Fernsehserie, 39 Folgen)
- 2013: Reef Doctors – Die Inselklinik (Reef Doctors, Fernsehserie, Folge 1x12)
- 2013: Camp (Fernsehserie, 3 Folgen)
- 2015–2016: Mako – Einfach Meerjungfrau (Mako Mermaids, Fernsehserie, 42 Folgen)
- 2017: This Is Us – Das ist Leben (This Is Us, Fernsehserie, Folge 2x08)
- 2018: So ist das Leben – Life Itself (Life Itself)
- 2020–2023: Zeit der Sehnsucht (Days of Our Lives, Seifenoper, 113 Folgen)